# Goldbergtunnel
Der Goldbergtunnel in Hagen ist der längste klassische Eisenbahntunnel in Nordrhein-Westfalen bis zum Beginn des Streckenausbaus in den 1970er und 1980er Jahren.

## Verlauf

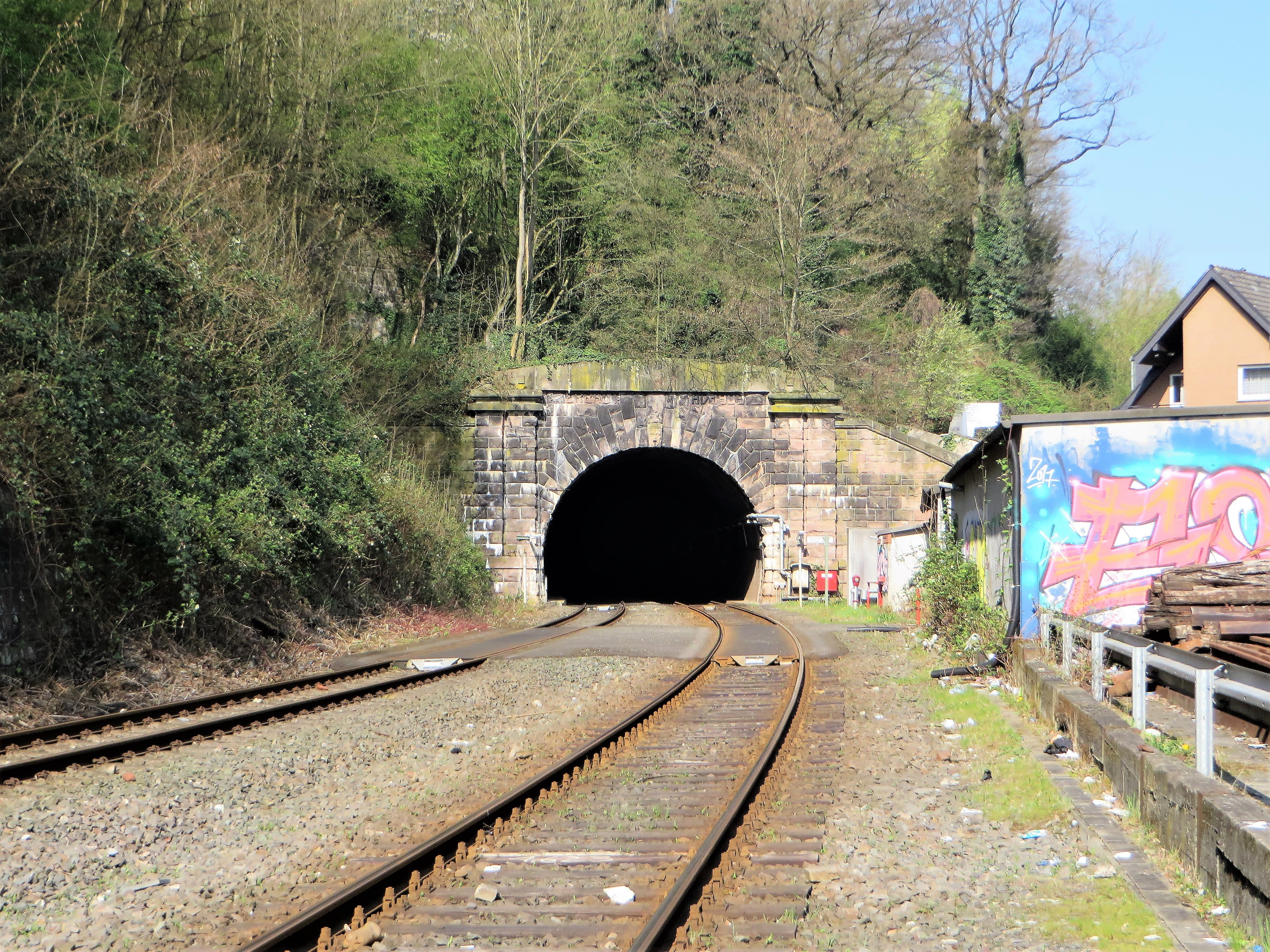
Tunnelmund am Haltepunkt Hagen-Oberhagen

Der Goldbergtunnel liegt auf dem 1906 und 1910 neu entstandenen Streckenabschnitt der 1874 errichteten Volmetalbahn zwischen Hagen Hbf und dem Haltepunkt Hagen-Oberhagen zur Unterquerung des Stadtteils Wehringhausen. Die Zufahrt zum Tunnel beginnt von beiden Portalen jeweils mit einer langen Kurve. Das 2200 m lange Bauwerk unterfährt dabei den 266 m hohen Goldberg und somit etwa den Bismarckturm und den Eugen-Richter-Turm.
Der Goldbergtunnel ist nicht mit modernen Tunnelrettungssystemen wie Notausgängen ausgerüstet. Für die Technische Hilfeleistung im Falle eines Unfalls wurde durch die DB AG ein Hilfeleistungslöschfahrzeug angeschafft. Dieses wird von der Freiwilligen Feuerwehr Hagen-Wehringhausen betrieben.

## Geschichte
Der Tunnel wurde erst zwischen 1906 und 1910 im Zuge des Ausbaus der Volmetalbahn zur Hauptbahn errichtet und ersetzt seither eine Eisenbahnstrecke mitten durch die Hagener Innenstadt. Die alte Trasse stellte durch häufig geschlossene Schranken an den Bahnübergängen eine erhebliche Behinderung für den Straßenverkehr dar. Mit der Inbetriebnahme des Tunnels und der neuen Trasse wurde die bisherige Strecke durch die Innenstadt aufgegeben.
Am 6. Mai 2011 ereignete sich in dem Tunnel ein Unglück. Bei dem Unglück verletzte sich der Heizer einer Dampflokomotive aus dem Eisenbahnmuseum Bochum-Dahlhausen, als er sich im Tunnel aus dem Fenster lehnte und mit einer ausgeschalteten Leuchte zusammenprallte, die ordnungswidrig ins Lichtraumprofil ragte. Die Lokomotive war auf dem Weg nach Brügge (Westf), um dort am nächsten Tag Sonderzüge des BFS zu ziehen.